# 蟹肉

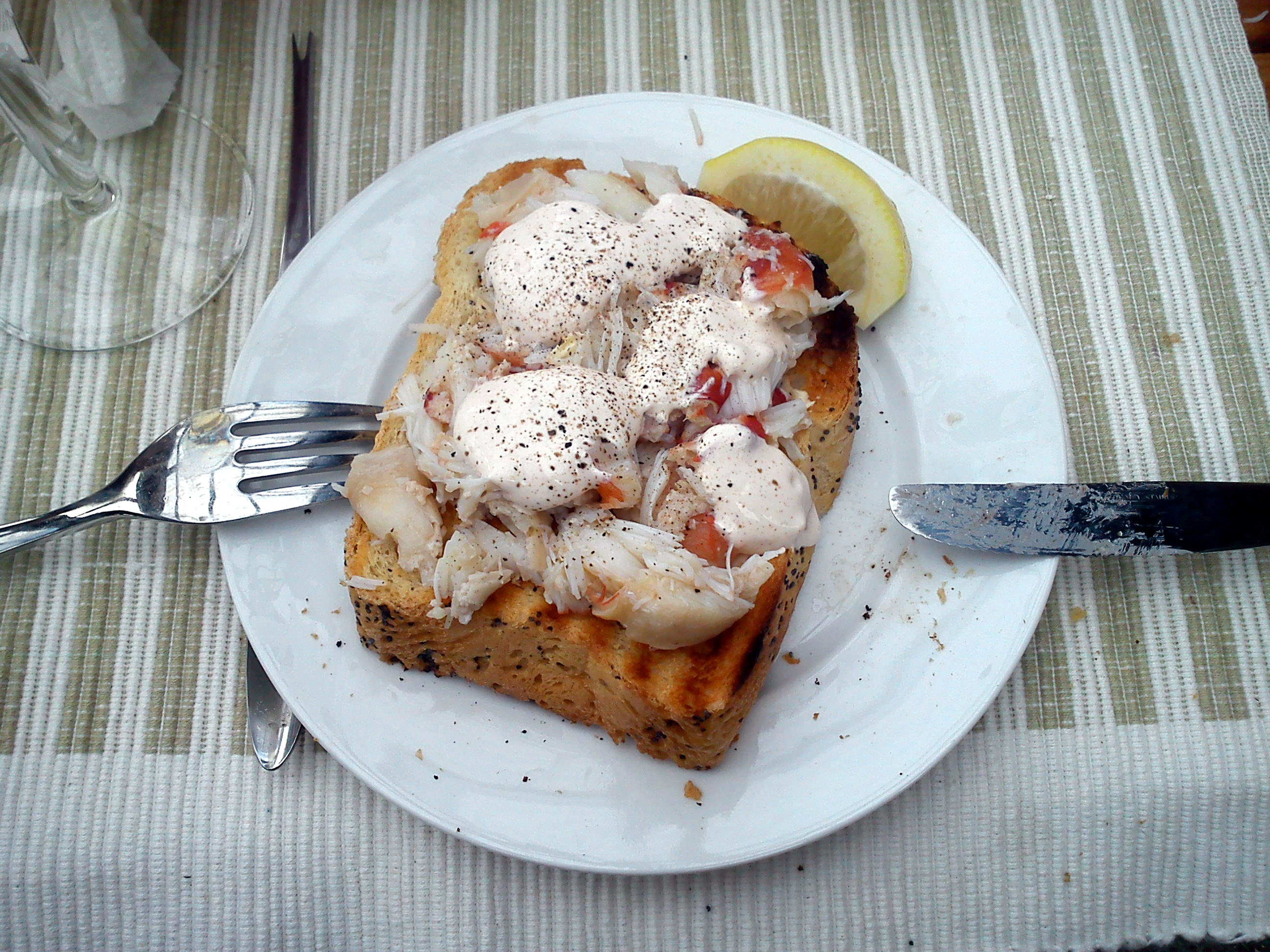
放在吐司上的蟹肉

蟹肉是指螃蟹内的肉，有時特指蟹腿内的肉。蟹肉脂肪含量低。全球各地都有人會食用蟹肉。有許多蟹肉來自普通黃道蟹、藍蟹、远海梭子蟹和拥剑梭子蟹 。例如西歐的蟹肉主要就來自普通黃道蟹。